# La Immaculada de Portvendres
La Immaculada de Portvendres és la capella del convent de les Germanes Filles de Jesús de la vila de Portvendres, a la comarca del Rosselló (Catalunya del Nord).
Està situada en el Port vell de Portvendres, ara esdevinguda un ample passeig.